# Aechmea apocalyptica
Aechmea apocalyptica är en gräsväxtart som beskrevs av Raulino Reitz. Aechmea apocalyptica ingår i släktet Aechmea och familjen Bromeliaceae. Inga underarter finns listade i Catalogue of Life.